# Vanellus
Vanellus là một chi chim trong họ Charadriidae.

## Các loài
Chi Vanellus có 24 loài và nhiều phân loài:
- Vanellus vanellus (Linnaeus, 1758)
- Vanellus albiceps Gould, 1834
- Vanellus chilensis (Molina, 1782)
- Vanellus cinereus (Blyth, 1842)
- Vanellus coronatus (Boddaert, 1783)
- Vanellus crassirostris (Hartlaub, 1855)
- Vanellus duvaucelii (Lesson, 1826)
- Vanellus indicus (Boddaert, 1783)
- Vanellus miles (Boddaert, 1783)
- Vanellus spinosus (Linnaeus, 1758)
- Vanellus tricolor (Vieillot, 1818)
- Vanellus armatus (Burchell, 1822)
- Vanellus tectus (Boddaert, 1783)
- Vanellus malabaricus (Boddaert, 1783)
- Vanellus lugubris (Lesson, 1826)
- Vanellus melanopterus (Cretzschmar, 1829)
- Vanellus senegallus (Linnaeus, 1766)
- Vanellus melanocephalus (Ruppell, 1845)
- Vanellus superciliosus (Reichenow, 1886)
- Vanellus macropterus (Wagler, 1827)
- Vanellus gregarius (Pallas, 1771)
- Vanellus leucurus (Lichtenstein, 1823)
- Vanellus cayanus (Latham, 1790)
- Vanellus resplendens (Tschudi, 1843)